# Plitvica
Plitvica je naselje v Občini Apače.